# Marvelous Entertainment
Marvelous Entertainment — многонациональная корпорация, производившая анимацию, музыку, видеоигры и телесериалы. В 2011 году AQ Interactive объединилась с Marvelous Entertainment.

## Локальные операции
На местном уровне MMV участвовала в создании ряда форм развлечений, включая производство аниме и музыки двумя дочерними компаниями Artland и Delfi Sound. Artland — анимационная студия, которая выпустила ряд популярных аниме, включая отмеченный наградами Mushishi и хит shonen Katekyō Hitman Reborn!, а Delfi Sound — студия звукозаписи, которая участвовала в производстве ряда альбомов, радиопостановок и саундтреков с момента своего основания в 2005 году. MMV также выпустила ряд живых телесериалов, фильмов и музыкальных театральных постановок, таких как очень популярный мюзикл «Принц тенниса» Тенимью.

## Слияние с AQ Interactive
В 2011 году AQ Interactive объединилась с Marvelous Entertainment (вместе с компанией мобильных игр Liveware). Объединённая компания стала Marvelous AQL Inc., и AQ была поглощена Marvelous Business Operations.

## Подразделения

### Artland
Это анимационная студия, основанная 14 сентября 1978 года. 3 апреля 2006 года стала дочерней компанией Marvelous Entertainment Inc.

### Animation Studio Artland
Animation Studio Artland — является анимационной студией, созданной путём разделения Artland, Inc. 15 ноября 2010 года Marvelous Entertainment Inc. объявила о разделении производства анимации Artland, Inc. на анимационную студию Artland, Inc. как полностью принадлежащую дочернюю компанию Marvelous Entertainment Inc., вступающую в силу 1 декабря 2010 года.

### Marvelous Online
Marvelous Online — это интернет-магазин товаров Marvelous Entertainment Inc.
2 мая 2009 года Marvelous Entertainment Inc. объявила о создании Marvelous Online.